# Ethylenglykoldinitrát
Ethylenglykoldinitrát, též nazývaný nitroglykol nebo jen EGDN, je silná výbušnina.
Tato bezbarvá kapalina o silném trhacím výkonu převyšuje sílou nitroglycerin. Teplota tání činí −22,4 °C a hustota 1,50 g/cm³. Velmi snadno želatinuje CP1 a používá se jako náhrada za nitroglycerin v nemrznoucích dynamitech. Oproti nitroglycerinu má větší E (výbuchová energie) (1705 kcal/kg) i detonační rychlost, která však silně závisí na způsobu roznětu a uzávěru. Citlivost k mechanickým nárazům je sice nižší než u nitroglycerinu, ale k iniciaci rozbuškou je citlivější.[zdroj?] Připravuje se nitrací bezvodou HNO3 a H2SO4, při nižší koncentraci kyselin vzniká jen mononitrát.
Stejně jako nitroglycerin proniká kůží a při přímém kontaktu s ní může vyvolat otravu, která se projevuje především silnými bolestmi hlavy.